# دیک ریورز
دیک ریورز (فرانسوی: Dick Rivers‎; ۲۴ آوریل ۱۹۴۵ – ۲۴ آوریل ۲۰۱۹) خواننده و بازیگر اهل فرانسه بود.